# O kapitalismu s láskou
O kapitalismu s láskou (v originále anglicky: Capitalism: A Love Story, doslovný překlad Kapitalismus: Milostný příběh) je americký dokumentární film režírovaný Michaelem Moorem z roku 2009. Film se zaměřuje na finanční krizi a vládní ozdravující stimuly, zatímco předkládá obžalobu současného ekonomického pořádku ve Spojených státech amerických a obecně kapitalismu. Film se věnuje tématům jako je „kasínová mentalita“ Wall Streetu, privátní věznice, vliv Goldman Sachs na Washington, D.C., úroveň chudoby mnoha pilotů aerolinek, životní pojistky na zaměstnance (tzv. „mrtvé rolníky“), velké vlně vypovídání hypoték a propadnutí zástavy nemovitosti.
Film měl premiéru 6. září 2009 na Benátském filmovém festivalu, z něhož si odnesl tzv. „malého lva“. Mimo to vyhrál i cenu Phoenix Film Critics Society Awards v kategorii Nejlepší dokument.